# Nagy Márton (író)
Nagy Márton írói álneve: B. Endrődy Károly (Nagyvárad, 1860. augusztus 29. – Nagyvárad, 1941. augusztus 15.) erdélyi magyar író, szerkesztő, publicista, főszolgabíró.

## Életútja
Nagy Károly ügyvéd és Csányi Erzsébet fia, Nagy Ignác humorisztikus író unokaöccse.
Középiskolai tanulmányait Szatmárnémetiben, Pécsett, Késmárkon és Máramarosszigeten folytatta. A nagyváradi Jogakadémia elvégeztével Bihar vármegye szolgálatába lépett. 1883-tól Berettyóújfaluban szolgabíró, 1889-től Nagyszalontán főszolgabíró nyugdíjazásáig (1902). A Szalontai Lapok munkatársa, a Rendeleti Közlöny szerkesztője, közigazgatási szakmunkák szerzője, több nagyváradi napilap munkatársa. A Szigligeti Társaság tagja. Emlékezései a régi Bihar-ország életéről és személyiségeiről ma már forrásértékűek.

## Munkái
- Régi idők, régi emberek (Nagyvárad, 1925);
- Régi nevek, régi regék (Nagyvárad, 1927);
- Patikás Gyurka mókái (Nagyvárad, 1929).